# Ez nagy szentség valóban
Az Ez nagy szentség valóban az Oltáriszentségről szóló ének. Dallama a Bozóki, szövege a Szentmihályi énekeskönyvből való.

## Kotta és dallam
| Ez nagy szentség valóban, Ezt imádjuk legjobban, Melyet Jézus nekünk hagyott Testamentomban. | Jelen van itt test és vér, Minden kinccsel ez felér, Ha elhagyjuk vétkeinket, Minden jót ígér. | Állj mellettünk, nagy Isten, Titkos kenyér színében, Légy irgalmas és meghallgass Minden ínségben. |
| Háborútól oltalmazz, Híveidnek irgalmazz, Betegséget, éhínséget Tőlünk távoztass.            | Tebenned van reményünk, Életünk és épségünk. Egyedül csak Téged kérünk, Légy segítségünk.      | Add, hogy készen lehessünk, Boldog halált érhessünk, E világból ha kiszólítsz, Véled lehessünk.    |

## Felvételek
- SZVU 112 Ez nagy Szentség. YouTube (2011. május 15.)  (Hozzáférés: 2017. február 2.) (audió)
- Ez nagy szentség valóban... Kántor Peti  YouTube (2016. november 16.)  (Hozzáférés: 2017. február 2.) (videó)
- Czestochowai zarándoklat Katymár. Madarasi Harmónika Zenekar  YouTube (2012. június 27.)  (Hozzáférés: 2017. február 2.) (videó)